# Gayton Thorpe
Gayton Thorpe är en by i civil parish Gayton, i distriktet King's Lynn and West Norfolk, i grevskapet Norfolk i England. Byn är belägen 12 km från King's Lynn. Gayton Thorpe var en civil parish fram till 1935 när blev den en del av Gayton. Civil parish hade 136 invånare år 1931. Byn nämndes i Domedagsboken (Domesday Book) år 1086, och kallades då T(h)orp.